# Tosny
Tosny är en kommun i departementet Eure i regionen Normandie i norra Frankrike. Kommunen ligger i kantonen Gaillon-Campagne som tillhör arrondissementet Les Andelys. År 2018 hade Tosny 627 invånare.

## Befolkningsutveckling
Antalet invånare i kommunen Tosny
Referens:INSEE